# Brnjići
Brnjići su naseljeno mjesto u općini Dobretići, Federacija Bosne i Hercegovine, BiH.

## Povijest
Do potpisivanja Daytonskog mirovnog sporazuma bilo je u sastavu tadašnje općine Skender Vakuf (Kneževo) koja je ušla u sastav Republike Srpske.

## Stanovništvo

### 1991.
Nacionalni sastav stanovništva 1991. godine, bio je sljedeći:
ukupno: 296
- Hrvati - 284
- Srbi - 1
- ostali, nepoznati i neopredijeljeni - 11

### 2013.
Nacionalni sastav stanovništva 2013. godine, bio je sljedeći:
ukupno: 43
- Hrvati -  43

## Poznate osobe
- Marko Dobretić, franjevački provincijal, naslovni biskup, apostolski vikar i bogoslov